# Iskender Pascià
Iskender Pascià (اسکندر پاشا in Lingua turca ottomana; XVI secolo – dopo il 1620) fu un condottiero dell'Impero ottomano. Originario della Bosnia, venne impegnato nelle Guerre polacco-ottomane.

## Biografia

### Le prime campagne
Nel 1613, per ordine del Gran Vizir Nesúh Pascià, Iskender Pascià guidò l'esercito ottomano che consegnò il trono di Transilvania a Gabriele Bethlen.
Beylerbey di Oczakov (Očakiv) grazie all'appoggio politico di Gurji Mohammed Pascià, Iskender Pascià venne impegnato dal sultano ottomano Ahmed I sullo scacchiere ucraino durante la seconda fase (1607-1617) della Guerra dei Magnati di Moldavia (1593-1617).
Appoggiato dai rinforzi di Silistra di Ibrahim Pascià, Iskender marciò contro le truppe dei magnati polacchi Michał Wiśniowiecki e Samuel Korecki, intervenuti in Moldavia in favore di Alexandru Movilă, erede del vecchio voivoda Ieremia Movilă, contro il voivoda filo-ottomano Ștefan II Tomșa. Nell'agosto 1616, Iskender sconfisse le truppe polacco-lituane nella Battaglia di Sasowy Róg: Korecki ed i Movilă vennero catturati, mentre Wiśniowiecki fu ucciso. Korecki riuscì più tardi a scappare, salvo poi essere ricatturato dagli ottomani dopo la Battaglia di Cecora e morire strangolato (1620).
Nel 1616 il Grand Hetman Stanisław Żółkiewski tentò di pacificare il conflitto tra la Confederazione Polacco-Lituana ed Istanbul, firmando un accordo a Braha con il nuovo voivoda di Moldavia, Radu IX Mihnea: il moldavo promise di farsi mediatore tra la Confederazione e la Sublime Porta e di impedire il passaggio dei Tatari sulle sue terre.
Nel 1617, dopo un altro saccheggio cosacco, il sultano inviò nuovamente Iskender Pascià verso le terre della Confederazione al comando di un'armata di 40.000 uomini: Giannizzeri, Tartari, truppe transilvane al comando di Gabriele Bethlen e rinforzi dalla Moldavia e dalla Valacchia. Iskender e Żółkiewski si incontrarono presso Busza (sul fiume Jaruga) e raggiunsero un accordo pacifico. Con il Trattato di Busza, Żółkiewski rinunciò a qualsiasi intervento polacco-lituano in Moldavia o negli altri Principati danubiani, s'impegnò a far cessare i raid cosacchi in territorio turco e cedette Hotin alla Sublime porta. Per parte turca, Iskender si impegnò a far cessare i raid dei Tatari.

### La Prima guerra polacco-ottomana

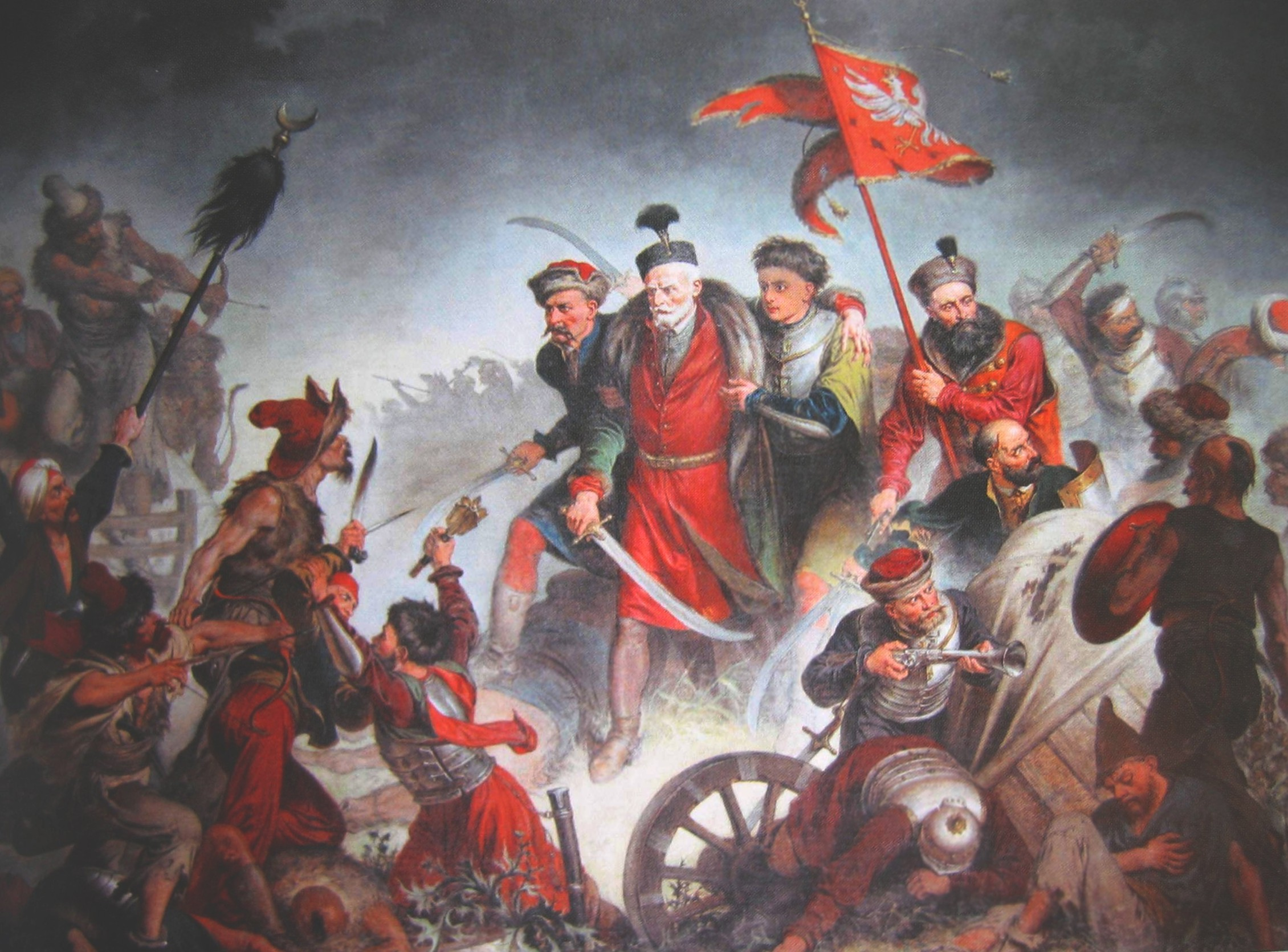
La morte del Grande Hetman Żółkiewski nella Battaglia di Cecora.

Nel 1620 i Cosacchi ucraini, soggetti all'autorità della Confederazione, diedero alle fiamme il porto di Varna, controllato dai Turchi ottomani. Il giovane sultano Osman II, impegnato a combattere i Safavidi di Persia, affidò ad Iskender Pascià il comando di 22.000 uomini e lo spedì in Ucraina. Le forze di Żółkiewski mossero verso la Moldavia, in soccorso del nuovo voivoda filo-polacco Kaspar Graziani che dovette però fuggire dal suo regno per evitare la cattura. All'inizio di settembre, Żółkiewski e il suo protetto, hetman Stanisław Koniecpolski, al comando di 8000 uomini, mossero verso sud. Graziani fu in grado di offrire loro solo 600 uomini di rinforzo. Żółkiewski e Iskander Pascià si scontrarono nella Battaglia di Cecora, sul fiume Prut, che si protrasse per diversi giorni. Costretto a ritirarsi, Żółkiewski riuscì a mantenere integre le sue forze fino al confine confederato, ove i suoi uomini si dispersero divenendo facile preda delle forze ottomane. Żółkiewski restò ucciso e la sua testa venne inviata al sultano come trofeo; Koniecpolski venne fatto prigioniero.